# Liste der Naturdenkmale in Amöneburg
Die Liste der Naturdenkmale in Amöneburg nennt die im Gebiet der Stadt Amöneburg im Landkreis Marburg-Biedenkopf in Hessen gelegenen Naturdenkmale.
| Bild | Bezeichnung                   | Ortsteil, Lage                                                                                            | Beschreibung | Art        | Nr.     |
| ---- | ----------------------------- | --- | --- | ---------- | ------- |
| BW   | Feldahorn unter der Waschbach | Lindau 50° 48′ 15,9″ N, 8° 55′ 8,7″ O                                                                     | | Einzelbaum | 534.808 |
| BW   | Silberpappel                  | Rüdigheim, Am Abzweig der Kreisstraße 94 in einen Feldweg vor einem Graben. 50° 47′ 18,2″ N, 8° 57′ 57″ O | In der Feldflur an der Kreisstraße 94 Rüdigheim-Niederklein. Etwa 200 Jahre alt, 20 m hoch (nach Gewittersturm 2011 ca. 7 m hoch), Umfang 4,7 m. Durch einen starken Gewittersturm im Jahr 2011 schwer beschädigt, Baumstamm weist großen Hohlraum aus. | Einzelbaum |         |
| BW   | Traubeneiche                  | Rüdigheim 50° 47′ 23,4″ N, 8° 57′ 20,2″ O                                                                 | Am „Kuhrain“ in der Feldflur. Etwa 200 Jahre alt, 22 m hoch, Umfang 4,36 m. | Einzelbaum |         |